# Straße des 18. Oktober
Straße des 18. Oktober (tj. ulice 18. října) je ulice v Lipsku, která je pokračováním Windmühlenstraße z Bayrischer Platz jihovýchodním směrem k Památníku bitvy národů. Název ulice připomíná den rozhodujícího vítězství spojeneckých vojsk nad Napoleonem v bitvě u Lipska dne 18. října 1813.

## Popis
Straße des 18. Oktober vede z Bayrischer Platz přes Semmelweisstraße. Má čtyři jízdní pruhy s cyklostezkami a stezkami pro pěší, které jsou na obou stranách odděleny od silnice řadou lip. Na severovýchodní straně na výškovou budovu navazují tři staré budovy až k rohu Johannisallee. Více než 290 metrů dlouhá, osmipatrová stavba složená z jedenácti proti sobě usazených částí obsahuje studentské byty. Je ohraničena dvěma dalšími věžovými bloky.
Budovy na jihozápadní straně jsou více než 50 metrů od silnice za trávníky, stromy a parkovišti. Jedná se o osm jedenáctipodlažních panelových bloků, které jsou propojeny příjezdovými komunikacemi. Jejich řada je přerušena panelákem a obchodním zařízením a končí budovou datového centra, které již není v provozu.

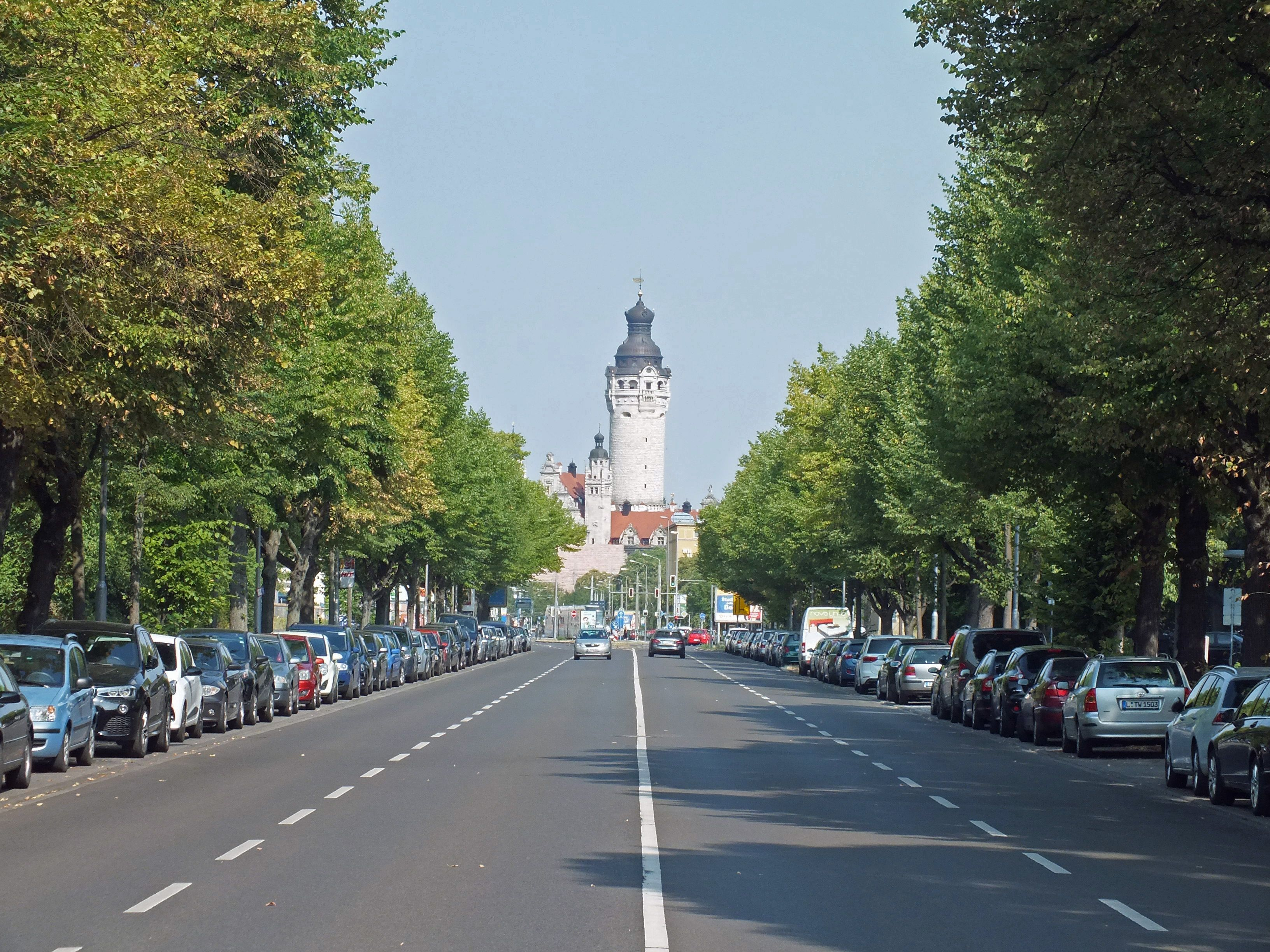
Severozápadní směr, v pozadí věž Nové radnice.

Krátce před Semmelweisstraße se silnice mírně zatáčí 5 stupňů doleva. Podle starších plánů měl být na koncích ulic vidět Památník bitvy národů a věž Nové radnice. To se ale nepodařilo zrealizovat. Radniční věž je tak vidět na jedné straně až k Semmelweisstraße a na druhé věž bývalé sovětského výstavního pavilonu s rudou hvězdou a teprve za zatáčkou Památník bitvy národů.
100 metrů za Semmelweisstraße se ulice rozděluje a tvoří Deutscher Platz, kde proti sobě stojí budova Deutsche Bücherei s její přístavbou z roku 2011 a Institut Maxe Plancka pro evoluční antropologii.
Vjezd do starého výstaviště je přestavěný a jezdí se pouze ve dvou jízdních pruzích. Ze dvou pruhů ulice v areálu výstaviště slouží motorové dopravě pouze ten, který následuje za vjezdem. Druhý je vyhrazen pro kola a je také částečně zastavěn. Na příjezdové cestě jsou zde přestavěné veletržní výstavní haly a novostavba administrativní budovy pro Deutsche Bundesbank.
Pokračování Straße des 18. Oktober v parku Wilhelma Külze do ulice An der Tabaksmühle před Památníkem bitvy národů zpočátku vede jako most přes trať S-Bahn a dálkové tratě Deutsche Bahn. Tento most byl přestavěn v letech 2019-2021 poté, co původní konstrukce z roku 1912 musela být v roce 2016 zbořena. Nový most, který připomíná bitvu národů v roce 1813, je široký 18,13 metru a je otevřen pro pěší a cyklisty.

## Historie
První úvahy o výstavbě silnice vznikly v souvislosti se soutěží na stavbu Památníku bitvy národů v posledních letech 19. století. Podle plánu rozvoje z roku 1899 měla být hlavní osa vnějšího jižního předměstí vyrovnána s budovaným památníkem bitvy národů. Plánoval se široký bulvár, jehož název byl zvolen v roce 1909 po dlouhé diskusi v městské radě.
Podle mapy města z roku 1914 byla ulice dokončena pouze na pozdějším místě veletrhu, kde se o rok dříve konala Mezinárodní stavební výstava. Dokončen byl také vyvýšený přejezd přes železniční areál ve směru k památníku Bitvy národů.
V roce 1911 předložil architekt Hans Strobel, který se zasloužil o rozšíření Lipska, plán rozvoje vnějšího jihovýchodního předměstí, podle kterého se ulice měla rozvíjet jako čistě obytná ulice bez provozu s honosnými čtyřpatrovými domy s předzahrádkami. Od roku 1914 byly na křižovatce Johannisallee postaveny tři takové domy, které se dochovaly dodnes. K dalšímu rozvoji kromě německé knihovny (1919) došlo až po druhé světové válce. Kolem se rozprostíraly zahrady a malé podniky.
V dalších letech vznikaly další plány. Pohybovaly se od deseti obrovských veletržních hotelů až po kompletní přestěhování Lipské univerzity do ulice až po stranické budovy národních socialistů.
Po ideové soutěži v roce 1963 se činnost zaměřila na plánování nové rezidenční čtvrti. Vedoucím architektem plánované realizace se stal Wolfgang Scheibe.

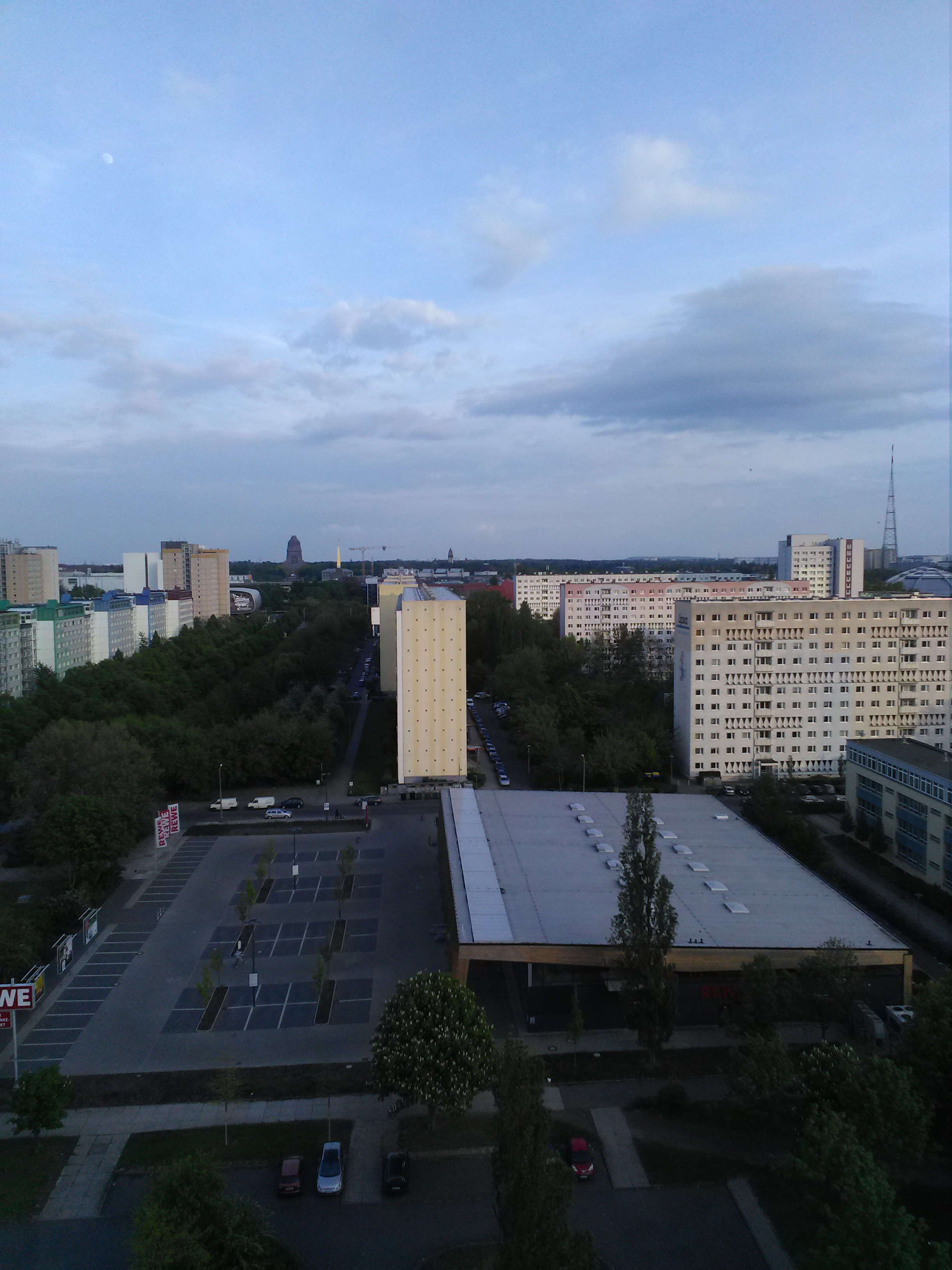
Pohled na ulici směrem k památníku

Realizace začala v únoru 1968 s výstavbou základů pro internáty. Během tzv. letní iniciativy v červenci 1968 studenti pracovali na výstavbě budoucích kolejí, které byly vyvinuty z typu zástavby malometrážních bytů.
Pro výstavbu nové obytné čtvrti byla na severu Lipska zřízena panelárna Neuwiederitzsch, která v červenci 1968 zahájila výrobu velkoplošných panelových prvků zejména pro jedenáctipodlažní panelový dům a byla navržena pro kapacitu cca 1700 bytů ročně. Od roku 1969 vznikaly první stavby tzv. 60denní technologií - 88 bytů za 60 pracovních dnů od zahájení montáže po výstavbu.
Během několika let se obytná čtvrť, pro kterou se vžil název Straße des 18. Oktober (i když na jihozápad přibyly další ulice), rozrostla na asi 2050 bytů, asi 4000 internátních míst, tři školní budovy, školní sportovní halu, tři mateřské školy, obchodní dům a bazén. Z plánovaného centra s restaurací, knihovnou a ambulancí byl vybudován pouze základ a suterén, na kterém byl v roce 1980 postaven pouze obchodní dům.
Rezidenční čtvrť byla dokončena v roce 1974 a stala se velmi oblíbenou oblastí, kde bydleli i příslušníci nomenklatury NDR a známé osobnosti, jako první tajemník okresního vedení SED v Lipsku Horst Schumann, dirigent Gewandhausu Kurt Masur, herečka Christa Gottschalk nebo popový skladatel Arndt Bause.